# Rudolf Berthold (Jagdflieger)

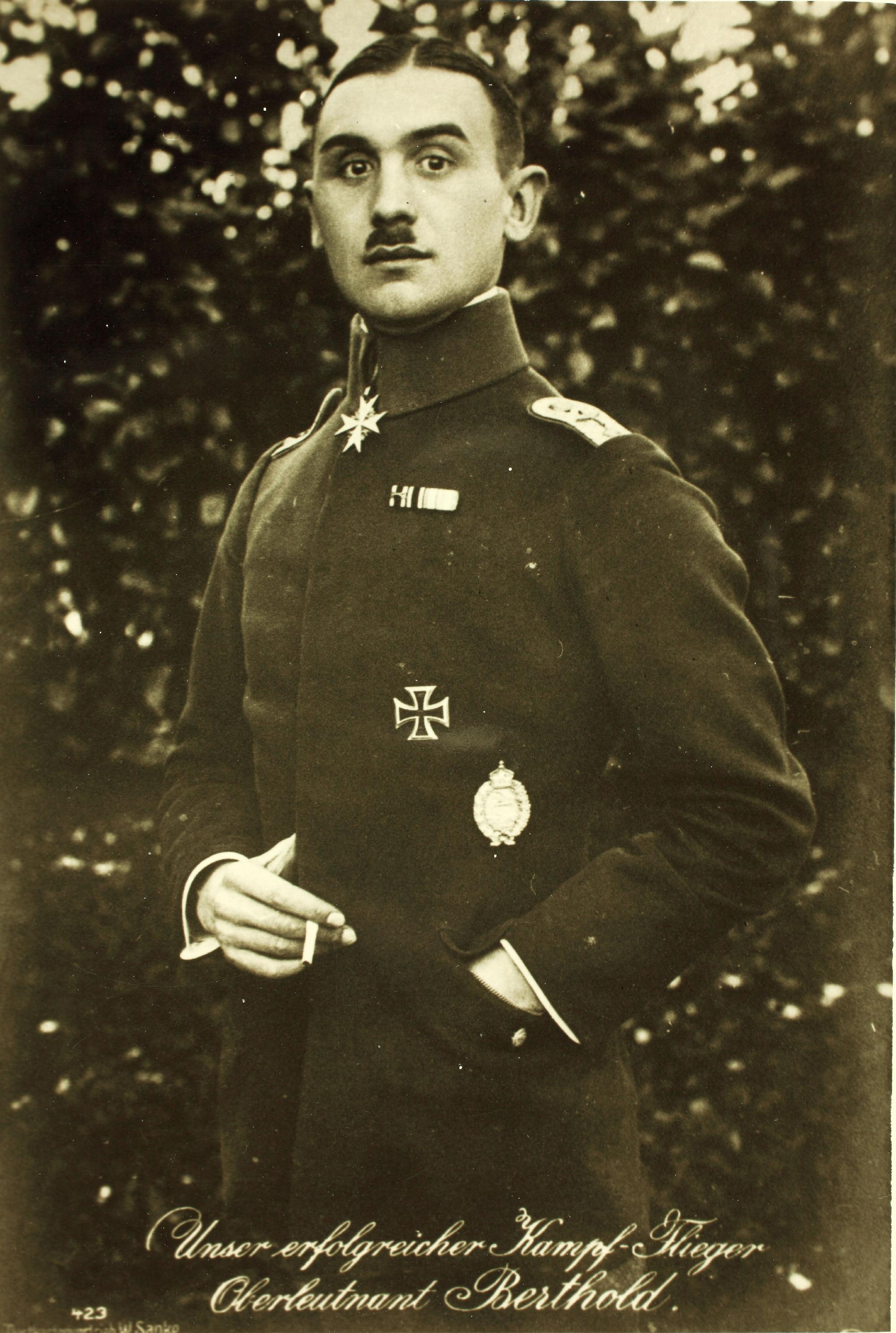

Rudolf Berthold (* 24. März 1891 in Ditterswind; † 15. März 1920 in Harburg an der Elbe) war ein deutscher Jagdflieger im Ersten Weltkrieg und Führer eines Freikorps. Als er im Rahmen des Kapp-Putsches mit seinem Korps in Harburg einmarschierte, kam es zu Kämpfen mit einer spontan gebildeten Einwohnerwehr, bei denen Berthold getötet wurde.

## Leben

### Erster Weltkrieg
Rudolf wurde als Kind des Oberförsters Oskar Berthold (1857–1923) und seiner Frau Helene Stief (1860–1945) geboren. Er hatte eine Schwester mit dem Namen Franziska und zwei Brüder, Wolfram und Julius.
Nach Abschluss des Neuen Gymnasiums in Bamberg absolvierte er das Kadettenkorps und wurde am 30. Januar 1910 als Leutnant dem Infanterie-Regiment „Graf Tauentzien von Wittenberg“ (3. Brandenburgisches) Nr. 20 der Preußischen Armee in Wittenberg überwiesen. Ab Sommer 1914 absolvierte er in Halberstadt die Ausbildung zum Militärflieger, in deren Verlauf er Oswald Boelcke kennenlernte.
Nach der Mobilmachung bei Ausbruch des Ersten Weltkriegs fuhr Bertholds Feldflieger-Abteilung 23 am 7. August nach Westen ab. Seine Abteilung wurde dem AOK der 2. Armee unter dem Oberbefehl des Generalobersten Karl von Bülow zugeteilt. Anfangs als Beobachter eingesetzt, wurde er am 18. September 1915 zum Oberleutnant befördert. Im Januar 1916 kam Berthold als Jagdflieger zum neu aufgestellten Kampfeinsitzerkommando (Kek) in Vaux, wo er am 2. Februar seinen ersten Abschuss erzielte. Bei einem Absturz am 22. Mai zog er sich schwere Verbrennungen zu. Nach seiner viermonatigen Genesung formierte er das Kek zur Jagdstaffel 4 um und wurde als deren Führer eingesetzt. Am 16. Oktober 1916 erhielt er das Kommando über die Jasta 14. Daran schloss sich am 13. August 1917 eine Verwendung als Führer der Jasta 18 an. Nach 28 Abschüssen erlitt Berthold am 10. Oktober bei einem Luftkampf erneut eine schwere Verwundung, die eine Behinderung seines rechten Arms nach sich zog. Während der Gesundungsphase erhielt er am 20. Oktober die Beförderung zum Hauptmann. Nach seiner Rückkehr zur Fliegertruppe erhielt er am 17. März 1918 das Kommando über das Jagdgeschwader 2. Berthold wurde selbst mehrfach abgeschossen und verletzte sich zum Teil schwer, das letzte Mal am 10. August 1918, was seine Laufbahn als Flieger beendete. Für seine insgesamt 44 Luftsiege wurde er mehrfach ausgezeichnet. Neben beiden Klassen des Eisernen Kreuzes und dem Ritterkreuz des Königlichen Hausordens von Hohenzollern mit Schwertern sowie dem Ritterkreuz des Militär-St. Heinrichs-Ordens wurde Berthold nach seinem neunten Abschuss auch mit der höchsten preußischen Tapferkeitsauszeichnung, dem Orden Pour le Mérite, am 12. Oktober 1916 geehrt.
Am 10. August 1918 wurde Berthold letztmals abgeschossen, überlebte schwer verwundet und kam nach einem kurzen Aufenthalt im Feldlazarett in die Heimat. Das Kriegsende erlebte er in der Berliner Universitätsklinik. Eine vollkommene Ausheilung seiner Verletzungen gelang nicht; seine rechte Hand blieb dauerhaft gelähmt.
Aufgrund der 44 Luftsiege, die Berthold während des Ersten Weltkrieges erzielte, wurde er zu einem der legendären Fliegerasse wie Manfred von Richthofen (80 Siege), Ernst Udet (62 Siege), Oswald Boelcke (40 Siege), Werner Voß (48 Siege) und Max Immelmann (15 Siege).

### Freikorps
Der Kieler Matrosenaufstand, die darauf folgende Novemberrevolution, die Abdankung Wilhelms II. sowie der Waffenstillstand von Compiègne erschütterten den nationalistisch und kaisertreu gesinnten Berthold tief. Die demokratischen Parteien, insbesondere die linken Gruppierungen und deren Vertreter, lehnte er als „Gassen- und Strassensozialisten“ ab.
Als in Bayern die sozialdemokratische Regierung Hoffmann die Aufstellung von Wehrverbänden genehmigte, um die Räteregierung zu bekämpfen, gründete Berthold im April 1919 mit Genehmigung der Reichsregierung ein „Fränkisches Bauerndetachement“. Das nannte sich bald selbst „Eiserne Schar“ und war in Hammelburg (Lkr. Bad Kissingen) stationiert. Das Freikorps erhielt Ausrüstung, Verpflegung und Sold aus staatlichen Mitteln. Nach Einsätzen in Schweinfurt, Bad Kissingen und München sollte die „Eiserne Schar“ bereits im September wieder aufgelöst werden. Dem entzog sich Berthold und verlegte das Freikorps nach Königsberg. Berthold gliederte seine Truppe in die Eiserne Division ein und beteiligte sich mit dieser am Lettischen Unabhängigkeitskrieg. Aus diesem Grund zählte man auch die Eiserne Schar Bertolds zu den „Baltikumern“.

### Kapp-Putsch

#### Fahrt nach Harburg
Anfang 1920 wurde das Freikorps zur Demobilmachung ins Innere Deutschlands verlegt. Im Kehdinger Land bei Stade, vor den Toren Hamburgs, quartierte sich das Korps ein. Berthold widersetzte sich jedoch jedem Befehl zur Entlassung. Er entwickelte eine rege Tätigkeit in rechtsextremistischen Militärkreisen und beabsichtigte eine Militärdiktatur nach dem Vorbild Horthys in Ungarn aufzubauen.
Anfang März 1920 verhandelte Berthold in Berlin über die Angliederung seiner Truppe an die Marine-Brigade von Loewenfeld. In einem Brief vom 6. März 1920 schrieb er: „Was die politischen Verhältnisse angeht, so drängt ja, Gott sei Dank, jetzt alles zur Entscheidung … Die Verhältnisse haben sich so zugespitzt, dass vielleicht schon in Tagen der große Schlag erfolgt.“
Am 13. März 1920 begann der erwartete Putsch mit dem Einmarsch der Brigade Ehrhardt in Berlin unter dem Kommando von General Walther von Lüttwitz. Die Putschisten hatten den Landschaftsdirektor Kapp als Reichskanzler eingesetzt. Berthold beschloss, sich mit seinen Offizieren und seinen Soldaten am Putsch zu beteiligen. Zuerst wollte die Truppe von Stade aus mit dem Zug nach Altona fahren, um sich dort den Putschisten unter Oberst Adolf von Wangenheim anzuschließen. Wangenheim war Garnisonsältester der Reichswehroffiziere in Hamburg und ihr Befehlshaber. Das scheiterte zunächst an der Weigerung der demokratisch gesinnten Eisenbahner in Stade, einen Zug zu stellen. Am folgenden Tag erzwangen die Soldaten „unter brutaler Anwendung von Gewalt und Todesbedrohungen, die sich auch auf die Familienangehörigen der Eisenbahnbeamten ausdehnte“ – so der Stader Regierungspräsident –, die Bereitstellung eines Zuges.
Das erste Ziel Bertholds war Harburg. In der auf der Strecke nach Hamburg liegenden preußischen Stadt Harburg-Wilhelmsburg war ein 900 Mann starkes Pionierbataillion stationiert. Dessen Unteroffiziere und Soldaten waren republiktreu und hatten ihre mit dem Putsch sympathisierenden Offiziere verhaftet und unter Hausarrest gestellt. Berthold beabsichtigte die Wiederherstellung der Befehlsgewalt der Offiziere und die Ausschaltung der regierungstreuen Soldaten. Außerdem plante er, seine Leute dort aus Beständen der Reichswehr auszurüsten, denn seine Einheit hatte zu wenig Waffen und Munition.
In Harburg waren die „Baltikumer“ gezwungen, in der Schule Woellmerstraße Stadtteil Heimfeld Quartier zu beziehen. In Verhandlungen wurde Berthold vom Bürgermeister Heinrich Denicke, aber auch von sozialdemokratischer und bürgerlicher Seite aufgefordert, mit seiner Truppe ohne Halt direkt nach Berlin zu fahren und die Stadt zu verlassen. Berthold lehnte dies ab. Er machte einen Abzug von Bedingungen abhängig. Daraufhin rüsteten sich die Harburger auf einen bewaffneten Konflikt ein. Hamburgs Verwaltung lehnte ein Hilfegesuch ab. Daraufhin besorgten die Bürger sich Waffen und zogen als Bürgerwehr zur Schule Woellmerstraße.

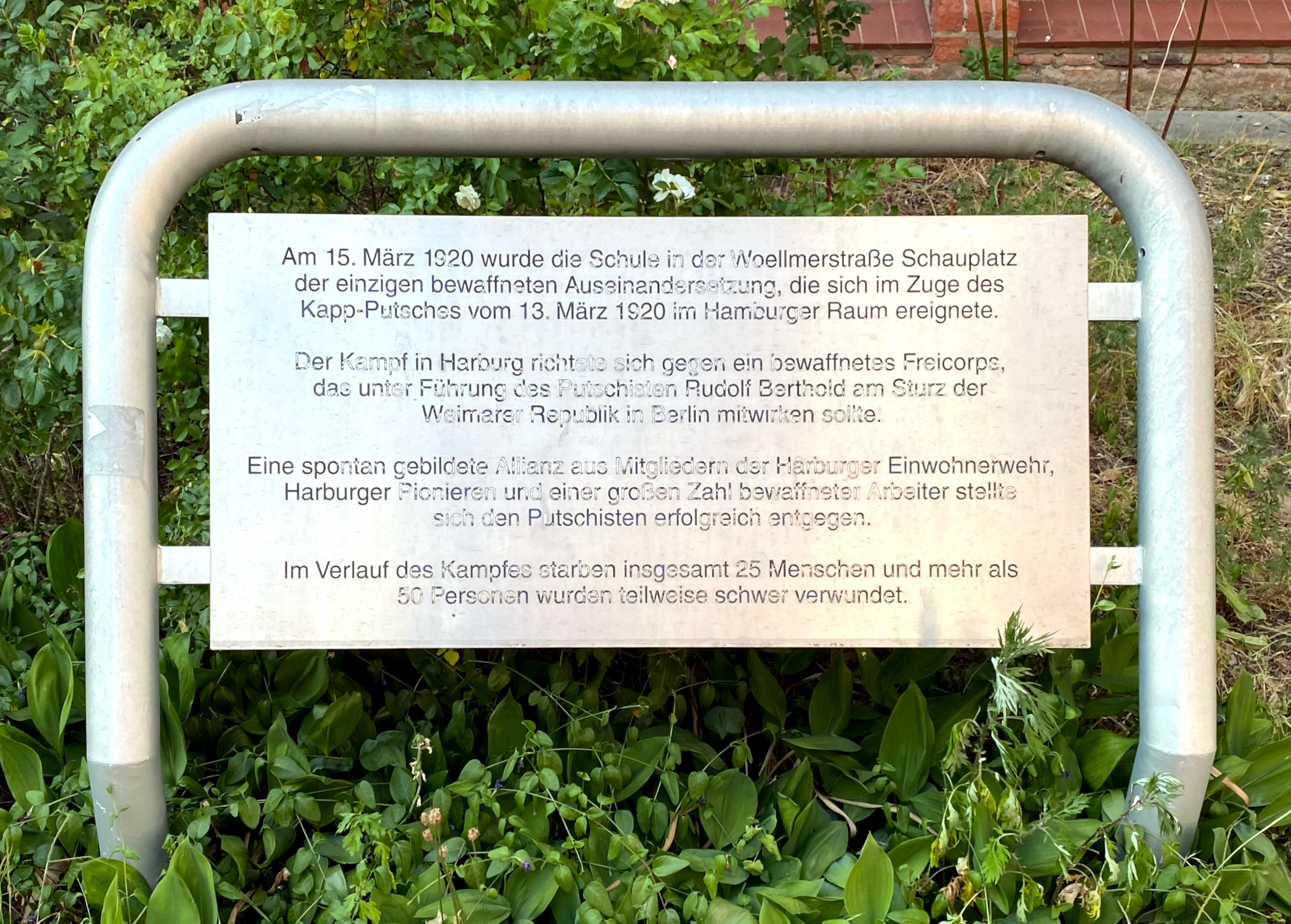
Gedenktafel an der Schule Woellmerstraße in Hamburg-Heimfeld

Die Schule wurde dann von Schaulustigen, Angehörigen des Pionier-Bataillons und von einer inzwischen bewaffneten und unter sozialdemokratischer Führung stehenden Miliz belagert. Berthold forderte: „Platz frei – es wird geschossen.“ Mit einem Maschinengewehr wurden Warnschüsse über die Köpfe der Menge abgegeben. Das Feuer wurde erwidert, worauf Bertholds Freikorps in die fliehende Menge schoss. Mehrere Menschen brachen tot oder verwundet zusammen. Die Schule wurde nun von der Bürgerwehr unter Dauerbeschuss genommen.

#### Scheitern des Putschs und Tod Bertholds
Als die Munition der Putschisten ausging, war Berthold zu Kapitulationsverhandlungen gezwungen. Die „Eiserne Schar“ wollte nach Abgabe aller Waffen freien Abzug zurück nach Stade gewährt bekommen. Als diese Abmachung geschlossen war, fielen während der Waffenabgabe wieder Schüsse, „die anscheinend von Baltikumern aus dem Hinterhalt abgegeben“ wurden – so die bürgerliche Zeitung Harburger Anzeigen und Nachrichten am 16. März 1920. Tatsächlich lässt sich nicht zweifelsfrei klären, von welcher Seite die Schüsse abgefeuert wurden. Jedenfalls flammte erneut ein Schusswechsel auf. Die Baltikumer mussten wegen Munitionsmangels nach kurzer Zeit das Feuer einstellen. Dennoch hatte die Aktion zu einer außerordentlichen Erregung und Erbitterung der überwiegend unbewaffneten Menge geführt. Denn nach ihrer Wahrnehmung hatte die Eiserne Schar zweimal in eine nichtsahnende Menge geschossen. Die Menge fing an, auf die abziehenden Soldaten einzuschlagen.
Geschützt von bewaffneten Arbeitern, versuchte Berthold, in ein Wirtshaus zu fliehen. Ein Teil der wütenden Menge verfolgte sie und holte Berthold aus dem Gebäude heraus. Als er auf der Straße geschlagen und getreten wurde, zog Berthold eine kleine Pistole, um sich zu verteidigen. Die Pistole wurde ihm jedoch entrissen und damit auf ihn geschossen. Außerdem trafen ihn zwei Gewehrschüsse. Der am 16. März 1920 ausgestellte Totenschein wie auch der Obduktionsbericht verzeichneten zwar schwere, jedoch keineswegs tödliche Quetschungen durch Schläge, Tritte und möglicherweise Kolbenhiebe. Getötet wurde er durch die Schüsse.
Während die „Baltikumer“ außer Berthold zehn Tote verzeichneten, starben auf Seiten der Harburger 14 Personen. Beide Seiten hatten jeweils etwa 20 zum Teil schwer Verletzte.

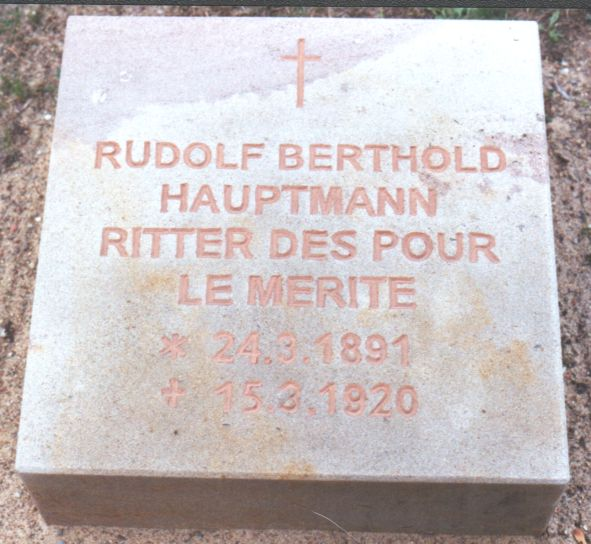
Der neue Grabstein auf dem Invalidenfriedhof

Berthold wurde auf dem Berliner Invalidenfriedhof beigesetzt. Sein Grabstein, eine bronzene Platte, verschwand nach 1945. Heute erinnert ein erneuerter Stein an ihn.

## Rezeption
Der Schriftsteller Ernst von Salomon, der Angehöriger der Eisernen Schar unter Berthold gewesen war, schrieb in seinem 1930 erschienenen, angeblich autobiographischen Romanerstling Die Geächteten auch über Rudolf Berthold, die „Eiserne Schar“, die Unternehmungen im Baltikum, die gescheiterte Teilnahme am Kapp-Putsch und den Tod Bertholds im heute zu Hamburg gehörenden Harburg-Heimfeld. Salomon versucht in diesem Buch Stimmung gegen die Republik zu machen. So rechtfertigt er den Putsch gegen die Republik und den Einsatz des Freikorps gegen die Harburger Arbeiter, die ihre Republik verteidigten. Er behauptet u. a., dass Berthold bei seinem Tode die Kehle durchgeschnitten worden und der Kopf abgetrennt worden sei. Auch ein Arm sei abgerissen gewesen. Im Obduktionsbericht findet sich nichts davon. Das Buch ist Fiktion wie jeder Roman. In der NS-Zeit erschienen verschiedene die Ereignisse verfälschende Darstellungen. Neben den Einzelheiten, die Salomon behauptete, war darin auch die Rede von „vertierten Weibern“. Unter dem Titel … unvergleichlicher Franke… – Bild eines deutschen Soldaten verfasste der nationalsozialistische Propagandaschriftsteller und Ingenieur Werner von Langsdorff 1935 eine als Tatsachenroman bezeichnete biografische „Lobpreisung“ Bertholds, die im Verlag Georg Westermann in Braunschweig erschien.
Auch in der Zeit nach 1945 wurden die Ereignisse häufig vor allem als „Lynchjustiz an Hauptmann Berthold“ behandelt. Selbst die Mär von dem abgeschlagenen Kopf fand sich wieder. Auch heute noch wird mitunter berichtet, dass er von kommunistischen Kräften mit dem Ordensband seines Pour le Mérite erwürgt worden sei.
In der Zeit nach der Machtergreifung wurde Berthold durch die Nationalsozialisten gefeiert. Es wurden verschiedene Gedenksteine in Deutschland errichtet. So wurde am 31. Mai 1933 auch ein Gedenkstein vor der Schule in Harburg-Heimfeld errichtet, die bereits kurz zuvor in Berthold-Schule umbenannt worden war. Es gab regelrechte Berthold-Gedenkfeiern am jeweiligen Jahrestag des Kapp-Putsches in Harburg. Während der Stein der im Krieg stark beschädigten Schule nach Kriegsende entfernt wurde, existiert der Stein auf dem dortigen „Neuen Friedhof“ nach wie vor. Dort heißt es: „Naer Oostland wyllen wy ryden“.
In Würzburg, wo auch Gedenkfeiern für Berthold stattfanden, wurde im Stadtteil Frauenland eine am 3. Januar 1938 neu gebaute Volksschule ebenfalls nach Rudolf Berthold benannt. Sie war nach dem Ende des Nationalsozialismus in Goetheschule umbenannt worden.
1981 wurden mit einer Darstellung in dem Buch „Das Andere Hamburg.“ (siehe Literatur und Quellen) erstmals nach der NS-Zeit die Ereignisse in Harburg als Folge der Abwehr des Kapp-Putsches durch die republiktreuen Einwohner Harburgs beschrieben.
Auf Beschluss aller Parteien in der Bezirksversammlung Hamburg-Harburg im Jahr 2007 wurde an der Schule eine Gedenktafel zur Erinnerung an die Opfer des „Harburger Blutmontags“ angebracht.